# Chick lit
Unter Chick-Lit (wörtlich etwa „Mädels- oder Tussi-Literatur“, sinngemäß „seichte Literatur über oder für junge Frauen“) versteht man eine literaturgeschichtlich neuere Form belletristischer Literatur, die das (Alltags-)Leben von Mädchen oder jungen Frauen thematisiert und vor allem auf die Rezeption durch eine jüngere weibliche Leserschaft ausgerichtet ist.
Die pejorative Bezeichnung stammt aus dem Amerikanischen und setzt sich aus den beiden Wörtern chick und lit zusammen, wobei chick ein informeller, abwertender Begriff für eine junge Frau und lit die Abkürzung für literature, also Literatur ist.
Der Begriff als solcher bezieht sich dabei weniger auf die Rezipientinnen dieser zeitgenössischen Form der Trivialliteratur, sondern stärker auf die Protagonistinnen der Werke, die zumeist als junge alleinstehende Frauen der urbanen, oftmals akademischen Ober- oder Mittelschicht angehören und einen turbulenten Alltag voller Höhen und Tiefen auf der Suche nach dem passenden Partner durchleben.
Als Terminus für ein spezifisches Genre ist der Begriff literaturwissenschaftlich nicht genauer definiert. Als Sammelbegriff in der Literaturkritik umfasst er in einem weiten Sinne sowohl populäre Dramen, Komödien, Vampirromane oder Mysterys, wird in jüngerer Zeit jedoch häufig vor allem in feuilletonistischen Literaturartikeln oder Buchrezensionen zur Bezeichnung von Frauenromanen verwendet, die als humorvolle Unterhaltungsliteratur ohne tieferen Sinn primär auf eine Zielgruppe erfolgreicher, trendbewusster Mittzwanziger- bis Mittdreißigerinnen zielen.

## Begriffsgeschichte
Der Begriff der Chick-Lit hat sich um das Jahr 2000 im englischen Sprachraum etabliert. Als Meilensteine dieser Literaturgattung gelten Schokolade zum Frühstück der Autorin Helen Fielding und das Buch Sex and the city der Autorin Candace Bushnell, das als Vorlage für die gleichnamige Fernsehserie diente.
In den Romanen dieser Literaturgattung geht es meist um weibliche Hauptpersonen und deren Freundeskreis im Milieu der konsumorientierten Mittel- und Oberschicht. Das literaturwissenschaftlich bislang nicht präzise eingegrenzte Genre umfasst jedoch ebenso thematisch ähnliche Komödien, Dramen, Mysterys oder Vampirromane.
Als neue populärkulturelle oder postfeministische Form der Unterhaltungsliteratur für die Zielgruppe junger Leserinnen wurde das Phänomen in der Literaturkritik kontrovers diskutiert.
In dem einsetzenden literaturwissenschaftlichen Diskurs über diese junge Gattungsform überwiegt derzeit die Definition von Chick lit als einem Subgenre der romance bzw. als „The New Woman’s Fiction“.
Anfangs wurde eine Abgrenzung von dem, was zuvor unter „Frauenliteratur“ verstanden wurde, sowohl im Bereich der anspruchslosen Trivial- als auch der feministisch ausgerichteten Unterhaltungsliteratur angestrebt. Die Chick lit bezeichnete in dieser Hinsicht als Literaturform eine Art von Mittelweg, in dem Frauen selbstbestimmt und unabhängig auftreten und trotzdem einen passenden „Mann fürs Leben“ finden können.
Terminologisch fungiert der Begriff der Chick lit gegenwärtig allerdings weitgehend als vager Sammelbegriff für Unterhaltungsliteratur von, über und für Frauen. So wurde die Bezeichnung zu Beginn des 21. Jahrhunderts häufig so verwendet, dass unter Chick lit alles subsumiert wurde, was Frauen schreiben und lesen. Dies wurde vor allem durch den Literaturmarkt und Buchhandel suggeriert, der eine Flut pastellfarbener Cover in eigenen „(freche) Frauen“-Regalen anbot.
Obwohl in der seriösen literaturwissenschaftlichen und rezeptionsästhetischen Diskussion die Dichotomie zwischen Gefühl und Verstand, Körper und Geist, Trivial- und anspruchsvoller Literatur mittlerweile durchaus in Frage gestellt wird, ist mit der Bezeichnung als Chick lit dennoch in der heutigen Begriffsverwendung zumeist eine bewusst diskriminierende Assoziation dieser Form von Frauenliteratur als seichter Unterhaltungsliteratur ohne tieferen Sinn verbunden.
Vor allem in den letzten Jahren ist eine abwertende, wenn nicht sogar brandmarkende Verwendung des Terminus festzustellen; als Genre oder Subgenre gilt die Chick lit zunehmend als „verpönt.“  So bezeichnete etwa die renommierte britische Schriftstellerin Doris Lessing, die 2007 den Nobelpreis für Literatur erhielt, dieses Genre als eine Form von Literatur, die man getrost sofort wieder vergessen könne („instantly forgettable“). Auch die bekannte deutsche Schriftstellerin und Moderatorin Amelie Fried hält die Einordnung als Chick lit für das „schlimmste Etikett“, das man einem Buch verpassen könne: „Im Unterton heißt es dabei ‘Schwachsinn für Minderbemittelte’“.

## Buchhandel
Die amerikanische Autorin Meg Wolitzer resümierte 2012 in einem Essay für den Sunday Book Review der New York Times den Status des weiblichen Schreibens: die Bücher der Schriftstellerinnen würden im Buchhandel stets auf dem zweiten Regal (second shelf) für die nicht so wichtigen Neuerscheinungen platziert, die Verlage hätten sie schon mit Bucheinbänden dekoriert, die sie als „Chick lit“ kennzeichnen würden.

## Internationale Verbreitung
Rachel Donadio stieß mit ihrem Artikel „The Chick-Lit Pandemic“, der 2006 in der New York Times erschien, die Diskussion um eine globale Chick lit an. Zehn Jahre nach Erscheinen der ersten Titel von Helen Fielding und Candace Bushnell seien in vielen Ländern und Sprachräumen regionale Varianten des Genres entstanden. Sie nennt Autorinnen aus Indien, Ungarn, Polen, Skandinavien, Italien und Frankreich und macht auch auf die gewagte Literatur von jungen Frauen aus Indonesien aufmerksam. In der offenen Beschreibung von Sexualität und Politik der indonesischen Sastra wangi (dt. „duftende oder parfümierte Literatur“) sieht sie eine Gemeinsamkeit.
Es wurden auch Parallelen zwischen der Chick lit und chinesischen Romanen wie Zhou Weihuis Shanghai Baby (1999) und arabischen Romanen wie Rajaa Alsaneas Die Girls von Riad (2005) festgestellt. Umstritten ist, inwiefern es sich um inhaltliche und stilistische Ähnlichkeiten handelt oder aber um die Übertragung eines anglo-amerikanischen Literaturlabels auf nicht westliche Literaturen zum Zweck der Vermarktung.